# Elisabeth Blaustein

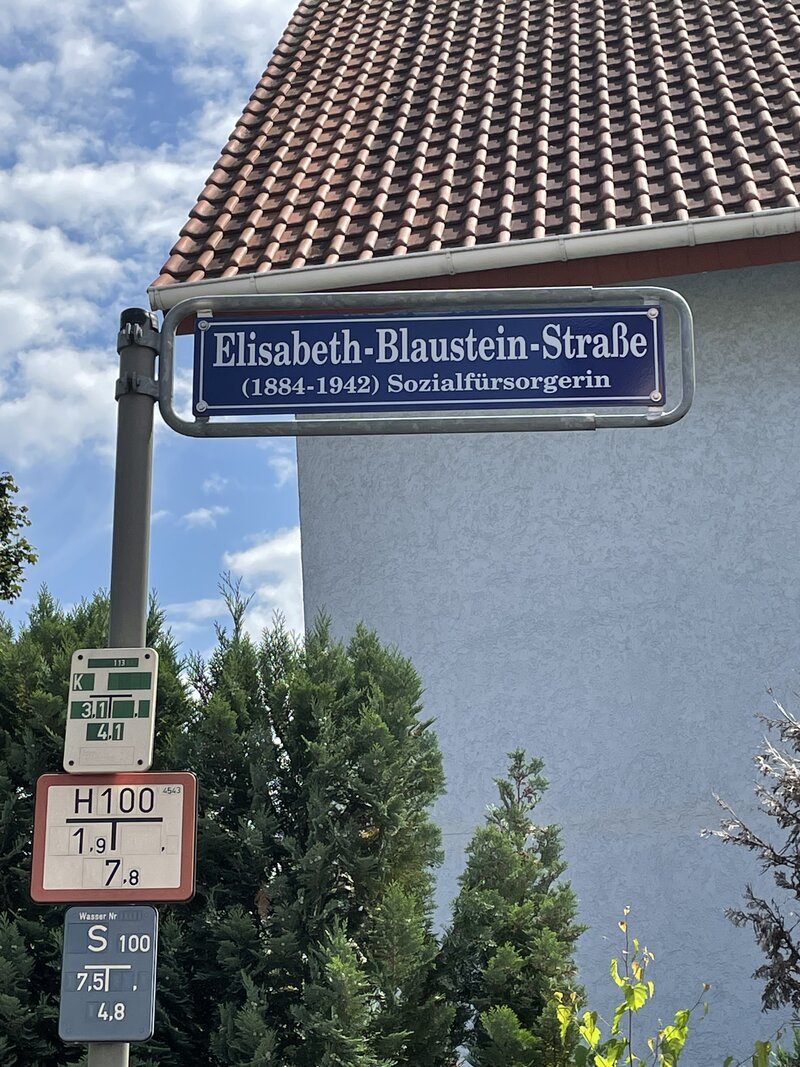
Elisabeth-Blaustein-Straße im Mannheimer Käfertal

Elisabeth Blaustein, geb. Elisabeth Hitze de Waal (geboren 30. Januar 1884 in Mannheim; gestorben 2. April 1942 ebenda) war die Vorsitzende des Bundes für Mutterschutz, Pionierin für Frauenrechte und die Ehefrau von Arthur Blaustein.

## Leben und Wirken
Elisabeth Blaustein war die Tochter des Kaufmanns Franz Hitze und der Franziska geb. de Waal. 1899 besuchte Elisabeth Blaustein das katholische Institut in Baden-Baden. Sie studierte eine Zeit und nahm anschließend an dem Lehrerinnenseminar in Heidelberg teil. Dabei besuchte sie Vorlesungen an der Universität Heidelberg.
Zurück in Mannheim arbeitete sie als Pädagogin an mehreren Schulen. Ihre Tätigkeit als Lehrerin musste sie aufgrund des Lehrerinnenzölibats aufgeben.
Seitdem widmete Elisabeth Blaustein sich sozialen Tätigkeiten und hielt Vorträge an der sozialen Frauenschule. Sobald der Erste Weltkrieg ausgebrochen war, betrieb sie die Gründung der Kriegsfürsorgezentrale und leitete die Kriegswöchnerin-Abteilung. Noch während des Kriegs nahm die Stadt Mannheim das Mütterheim in die Fürsorge auf.
Elisabeth Blaustein, selbst Mutter von zwei Kindern, erkannte die Notwendigkeit, sich mit Themen wie Mutterschutz und Krippenbetreuung auseinanderzusetzen. 1914 wurde sie die Vorsitzende und Initiatorin des „Bundes für Mutterschutz“ in Mannheim. Dieser wurde 1907 für ledige Mütter und ihre Kinder in Mannheim gegründet. Dort leitete Blaustein die Eheberatungsstelle des Mutterschutzes. 1918 entstand auf ihre Initiative ein Krippen-Mütterheim.
Elisabeth Blaustein klagte öffentlich: „Immer noch sind es die soziale Not, das Elend der Arbeiterfrau und die Sorge um die Zukunft des Kindes, die die Mehrzahl der Mütter zu einer Abtreibung zwingen.“ Mit dieser Aussage setzte sie sich für die Legalisierung von Schwangerschaftsabbrüchen ein.
Durch ihren Mann hatte Elisabeth Blaustein Zugang zu einflussreichen Kreisen; ihre Arbeit wurde von bekannten Frauen wie Fanny Boehringer, Alice Bensheimer, Martha Stern, Elise Gutmann und Marie Bernays unterstützt.
1933, nach der nationalsozialistischen Machtergreifung, wurden alle Beratungsstellen geschlossen und Sexualreformbewegungen beendet. Arthur Blaustein erhielt als Jude Berufsverbot als Jurist, Nationalökonom und Hochschullehrer. Das gleiche Schicksal galt der sozialen Arbeit seiner Frau. Elisabeth Blaustein starb 1942 völlig zurückgezogen, ihr Mann starb kurz darauf durch Suizid.

## Ehrungen
In Mannheim-Käfertal wurde eine Straße nach Elisabeth Blaustein benannt. Diese befindet sich im Taufbezirk von weiteren Frauenrechtlerinnen wie Elisabeth Altmann-Gottheiner, Alice Bensheimer, Marie Bernays und Anna Sammet.
Am 24. April 1932 wurde in der Kunsthalle Mannheim zum 24-jährigen Bestehen des Vereins „Mutterschutz“ eine Ausstellung „Der Frauenspiegel - Frauenleben unserer Zeit in Aquarellen, Zeichnungen und grafischen Blättern“ gezeigt, wobei Elisabeth Blaustein als Vorsitzende Einblicke in die Tätigkeiten des Vereins gewährte. Der Oberbürgermeister Hermann Heimerich dankte ihr für ihre Arbeit für Mutter und Kind mit einer Spende der Stadt.

## Schriften
In den Kriegsjahren 1915–1916 verfasste Blaustein ein Tagebuch, in dem sie ihre Tätigkeiten im Bereich Mutter- und Kinderfürsorge beschrieb. Dieses umfasst 120 private Aufzeichnungen, welche nun im Mannheimer Stadtarchiv aufbewahrt werden.

### Publikationen
- 20 Jahre Tätigkeit Mannheimer Mutterschutz. März 1927.
- 25 Jahre Tätigkeit Mannheimer Mutterschutz 1907–1932. April 1932.